# Krautergersheim
Krautergersheim es una localidad y comuna francesa, situada en el departamento de Bajo Rin en la región de Alsacia.
Es uno de los centros regionales de producción y difusión de la cultura gastronómica de la Choucroutte.
| 1070 | 1086 | 1043 | 1303 | 1388 | 1590 |
| Para los censos de 1962 a 1999 la población legal corresponde a la población sin duplicidades (Fuente: INSEE [Consultar]) |      |      |      |      |      |